# Стойкович, Ненад
Ненад Стойкович (серб. Nenad Stojković / Ненад Стојковић; 26 мая 1956, Широко) — югославский сербский футболист и тренер, игравший на позиции защитника. Чемпион Европы 1978 года среди молодёжных команд.

## Карьера

### Клубная
Воспитанник школы белградского «Партизана», поступил в его академию в возрасте 16 лет. В основном составе дебютировал в сезоне 1974/75. За первую команду «гробарей» играл в течение 10 лет, сыграл итого 492 встречи и забил 30 голов. Выступал на позиции защитника, хотя мог играть и в центре полузащиты. Отличался высокой скоростью для защитника и отлично играл головой. Часто организовывал результативные атаки команды. В составе «гробарей» трижды становился чемпионом Югославии в сезонах 1975/76, 1977/78 и 1982/83, а также выиграл Кубок Митропы в 1978 году (в том же году стал футболистом года в Югославии). В 1984 году уехал во Францию, где выступал в составе клубов «Монако», «Монпелье», «Мюлуз», «Нанси» и «Амьен». Всего во Франции сыграл 266 игр в рамках Лиги 1 и забил 13 голов. Завершил карьеру в 1992 году.

### В сборной
В сборной дебютировал 26 июля 1977 в матче против Бразилии в Белу-Оризонти (итогом встречи стала нулевая ничья). 9 июня 1984 провёл последнюю игру в рамках чемпионата Европы в Сент-Этьене против сборной Франции, хозяев и будущих чемпионов Европы. Играл также на чемпионате мира 1982 года в Испании. Прославился тем, что 17 ноября 1982 забил гол в ворота сборной Болгарии, который позволил югославам квалифицироваться в финальную часть Евро-1984. Являлся также участником одного из самых результативных матчей сборной Югославии: 13 ноября 1977 в Бухаресте югославы с хоккейным счётом 6:4 одержали победу над Румынией.

## Карьера тренера
В 2003 году возглавлял французский «Канн». С 2011 года входит в тренерский штаб индонезийского клуба «Персидафон».